# 水久保城
水久保城（みずくぼじょう）は、福島県南会津郡只見町にあった戦国時代の日本の城（山城）。只見駅の北側にある要害山（標高710メートル）一帯が城跡である。なお、記録によっては「水窪城」と記載するものもある。

## 歴史・沿革
水久保城のある只見川一帯は、戦国時代は山内氏という豪族の支配する地域であった。
山内氏は蘆名氏に臣従しており、現在の金山町にあった中丸城を本拠としていた。天正17年（1589年）、摺上原の戦いにおいて、会津領主の蘆名義広は伊達政宗に敗れ、会津盆地は政宗の支配するところとなった。しかし、山内家の当主山内氏勝は政宗に反抗し、そのため、政宗は大軍を中丸城へ派遣し、中丸城は落城する。
氏勝は、水久保城へ逃れ、抵抗を続ける。氏勝には、豊臣秀吉の意を受けた隣国越後国の上杉景勝から援軍と武器・食料が送られ、そのため氏勝は伊達軍に対して頑強に抵抗することができ、翌年の奥州仕置までついに政宗に降伏することはなかった。この時、氏勝には石田三成から書状が送られており、その内容を要約すると、「北条氏を攻め滅ぼした後はすぐに黒川城に攻め入り、政宗の首を刎ねるのでもう少し待っていてください。大沼郡伊北（山内氏の本領。現在の只見川流域）の地が弟・大覚助殿の所領であるということは重々承知いたしました。その件については関白様へ言上して許可を得、御朱印をお送りいたします。そちらのご様子が心配ないので取り急ぎこの書状でもってお知らせいたします。」というものである。
しかし、天正18年（1590年）の奥州仕置では、会津は蒲生氏郷の所領となり、山内氏は上杉景勝被官と見なされて所領は没収されてしまった。水久保城はこの時に廃城となったと思われるが、城跡遺構には、この時代より後の技法もあり、蒲生氏・上杉氏時代に修築された可能性も否定できない。

## 構造
水久保城は、山頂の平場を中心とした本城域、東側尾根上に形成された腰曲輪跡及びその先端の中城域、本城域の北側続きに位置する大手口地域、南側尾根上に設置された腰曲輪や物見台からなる南尾根遺構群、本城の南東部の出丸及び東側に突き出た出城、の5カ所に大別できる。
本城域は本曲輪や西曲輪、南曲輪、北曲輪などの曲輪跡と空堀や土塁、枡形虎口の跡が残されており、城の中心部分であったことが窺われる。その他の地域にも竪堀などの戦国城館の遺構が見られるが、大手口地域と中城域に崩壊した石垣と思われる石積群が残されているのがこの城の特徴でもある。このことから、おそらく奥州仕置以降の蒲生氏・上杉氏時代に修築された可能性もあるという。